# André Gobert
André Henri Gobert (Párizs, 1890. szeptember 14. – Párizs, 1951. december 6.) olimpiai bajnok francia teniszező.

## Pályafutása
Két aranyérmet szerzett a Stockholmban rendezett, 1912. évi nyári olimpiai játékokon, mindkettőt a fedett pályás versenyeken. Megnyerte az egyéni értékelést, miután a döntőben legyőzte a brit, Charles Dixont. A páros küzdelmeken Maurice Germot társaként lett bajnok. Két alkalommal nyerte meg a Roland Garrost.

## Főbb sikerei
- Roland Garros
  - Egyéni bajnok: 1911, 1920
  - Egyéni döntős: 1912, 1921
  - Páros bajnok: 1911

- Wimbledoni teniszbajnokság
  - Páros bajnok: 1911